# Dmia
Dmia – bardzo słabo poznana postać w mitologii rzymskiej. Pojawiła się w leksykonie Hezychiusza z Aleksandrii. Uchodziła za córkę Ceres i Oceanusa. Nie wymienia jej żadne inne źródło, dlatego też nieznane są inne informacje (poza imieniem).